# Harari (regio)
Harari is een regio (kilil of staat) van Ethiopië. De hoofdstad van de regio is Harar en de regio heeft 203.000 inwoners (2007). Het is qua oppervlakte de kleinste regio van Ethiopië.
De regio ligt in het oostelijk deel van Ethiopië en is geheel omsloten door de regio Omoriya. Deze relatief zeer kleine regio is in 1995 opgericht rond de stad Harar, dat voor 1995 de hoofdstad was van de provincie Hararghe. De omvangrijkste etnische groepen zijn de Oromo (52,3%), de Amharen (32,6%) en in mindere mate de plaatselijke Harari (7,1%).
Regio's (kililoch): Afar · Amhara · Benishangul-Gumuz · Gambela · Harari · Oromia · Sidama · Somali · Tigray · Yedebub Biheroch Bihereseboch na Hizboch · Zuidwest
Bestuurlijk onafhankelijke steden (astedader akababiwach): Addis Abeba · Dire Dawa